# Viver a Vida (telenovela)
Viver a Vida é uma telenovela brasileira produzida e exibida pela TV Globo de 14 de setembro de 2009 a 14 de maio de 2010, em 209 capítulos. Substituiu Caminho das Índias e foi substituída por Passione, sendo a 73ª "novela das oito" exibida pela emissora. 
Criada e escrita por Manoel Carlos, com a colaboração de Ângela Chaves, Claudia Lage, Daisy Chaves, Juliana Peres e Maria Carolina, teve direção de Adriano Melo, Teresa Lampreia, Maria José Rodrigues, Leonardo Nogueira, Frederico Mayrink e Luciano Sabino. A direção geral foi de Fabrício Mamberti e Jayme Monjardim, também diretor de núcleo.
Contou com Taís Araújo, Thiago Lacerda, Giovanna Antonelli, Alinne Moraes, Mateus Solano, Lília Cabral, José Mayer e Natália do Valle nos papéis principais.

## Enredo
Helena (Taís Araújo) é uma modelo de fama internacional, no auge da carreira, mas que resolve largar tudo para se casar com o empresário Marcos (José Mayer), ex-marido de Tereza (Lília Cabral), uma mulher amargurada, que não superou o fim do casamento de trinta anos. Da união de Marcos e Tereza, eles tiveram duas filhas legítimas — a mimada e ambiciosa Luciana (Alinne Moraes) — modelo e rival de Helena nas passarelas — e a ardilosa e arrogante Isabel (Adriana Birolli), enquanto a filha caçula, a doce e bondosa Mia (Paloma Bernardi), foi adotada ainda na infância. O relacionamento de Helena e Marcos não é bem aceito por Tereza, que não se conforma que o ex-marido seguiu a vida após o processo de divórcio e está com uma mulher vinte anos mais jovem que ela. Luciana também não aceita o novo relacionamento do pai, já que terá que aturar sua inimiga como sua madrasta. Durante uma viagem de trabalho na Jordânia, Helena é constantemente provocada por Luciana e decide proibir a enteada de seguir viagem no mesmo carro que ela, obrigando Luciana a seguir viagem em um ônibus. No entanto, o ônibus acaba colidindo durante o trajeto e Luciana é arremessada para fora do veículo, sofrendo um grave impacto e ficando em estado crítico. Ao ser transferida de volta ao Brasil, Luciana descobre que perdeu o movimento dos braços e das pernas com o acidente.
Helena fica arrasada com a tragédia e passa a se culpar pelo ocorrido. Com o acidente, Luciana vê sua vida dar uma reviravolta quando perde o cargo de modelo e passa por uma lenta recuperação dos movimentos do corpo. O acidente também afetou o seu relacionamento com o arquiteto Jorge (Mateus Solano), um homem rígido e integro, que é constantemente pressionado pela mãe, Ingrid (Natália do Vale), que desestimula a relação de Jorge com Luciana por ela ter se tornado tetraplégica — e que, segundo ela, não poderá lhe dar filhos. Mais consciente de seus sentimentos, Luciana descobre que não ama Jorge e decide dar um fim ao relacionamento, mas reencontra o afeto ao se aproximar do irmão gêmeo de Jorge, o neurologista Miguel (Mateus Solano), que se torna seu médico pessoal e seu parceiro, causando desconforto e ira em Jorge, que sempre teve ciúmes do irmão com a namorada e pelo relacionamento com os pais por ser o mais beneficiado. Paralelamente, o relacionamento de Helena e Marcos acaba se deteriorando, tanto pelo acidente de Luciana e pelo aborto espontâneo que Helena sofreu pelo primeiro filho. Marcos se mostra um homem egoísta e possessivo, que não permite que Helena retorne para sua antiga profissão, desejando que ela seja uma dona de casa culta e dedicada. Helena acaba reencontrando os amigos exploradores Bruno (Thiago Lacerda) e Felipe (Rodrigo Hilbert), que conheceu durante a viagem na Jordânia com Luciana. Desde que se conheceram, Bruno se sentiu interessado por Helena e ao reencontra-la, fica ainda mais balançado, enquanto Felipe passa a se relacionar com Renata (Bárbara Paz), ex-namorada de Miguel, uma mulher frustrada que exagera na bebida alcoólica para esquecer os problemas. Durante seu envolvimento com Helena, Bruno descobre que Marcos é seu pai biológico, que no passado abandonou sua mãe, Silvia (Patrícia Naves), uma ex-modelo, grávida e nunca mais entrou em contato, e essa revelação irá balançar a relação de ambos por estarem apaixonados pela mesma mulher. Enquanto isso, Marcos passa a se relacionar em segredo com Dora (Giovanna Antonelli), que se muda para Armação dos Búzios com a filha Rafaela (Klara Castanho) e se torna secretária de Helena, que em paralelo ao caso extraconjugal com Marcos, ela também se relaciona com o argentino Maradona (Mario José Paz).
A trama ainda apresenta outras tramas paralelas. Gustavo (Marcello Airoldi) é um advogado e melhor amigo de Marcos, um homem machista e controlador que sente ciúmes da esposa Betina (Letícia Spiller) e da filha Clarisse (Cecília Dassi), que inicia um namoro com o chef de cozinha Bernardo (Bruno Perillo), um homem bem mais velho que ela. Além disso, Gustavo passa a nutrir sentimentos pela prima de sua esposa, a conceituada jornalista Malu (Camila Morgado), e passa a assedia-la insistentemente. Ellen (Danni Suzuki), médica e uma das melhores amigas de Helena, passa por uma relação tumultuada com o médico Ricardo (Max Fercondini) pela falta de tempo decorrente da profissão e pela indefinição de Ellen quanto a selar um compromisso mais sério. Após os dois terminarem o namoro, o médico assume um relacionamento com Isabel, que vive insultando e provocando Ellen. Ariane (Christine Fernandes), também médica e amiga de Ellen e Helena, passa a cuidar da paciente Marta (Gisela Reimann), que tem câncer, mas se sente balançada ao se apaixonar pelo marido dela, Léo (Leonardo Machado), lutando por manter-se fiel a princípios éticos, mas acaba se relacionando com Jorge, tornando-se alvo das intrigas de Ingrid. Sandra (Aparecida Petrowki), irmã de Helena, mantém uma relação conturbada com a família. Sempre se sentiu inferiorizada quando destacam o sucesso da irmã, e quando iniciou um relacionamento de idas e vindas com o traficante de drogas Benê (Marcello Melo Jr.), vive se metendo em confusão e preocupando a família.
Já Alice (Maria Luísa Mendonça), outra amiga de Helena, Ellen e Ariane, é uma mulher solteira de espírito livre que sempre está viajando, mas que acaba se envolvendo com o produtor Osmar (Marcelo Valle).

## Elenco
| Intérprete           | Personagem                    |
| -------------------- | ----------------------------- |
| Taís Araújo          | Helena Toledo Ribeiro         |
| José Mayer           | Marcos Ribeiro                |
| Alinne Moraes        | Luciana Saldanha Ribeiro      |
| Mateus Solano        | Dr. Miguel Guimarães Machado  |
| Mateus Solano        | Jorge Guimarães Machado       |
| Lília Cabral         | Tereza Saldanha Ribeiro       |
| Thiago Lacerda       | Bruno Marcondes Ribeiro       |
| Giovanna Antonelli   | Dora Regina Vitória Vilela    |
| Natália do Vale      | Ingrid Guimarães Machado      |
| Adriana Birolli      | Isabel Saldanha Ribeiro       |
| Bárbara Paz          | Renata Ferreira               |
| Christine Fernandes  | Drª Ariane Vidigal            |
| Letícia Spiller      | Betina Trindade Araújo Rocha  |
| Camila Morgado       | Maria Lúcia Trindade (Malu)   |
| Marcello Airoldi     | Gustavo Rocha                 |
| Carlos Casagrande    | Carlos Lambertini             |
| Maria Luísa Mendonça | Alice Soares Gurgel           |
| Daniele Suzuki       | Drª Ellen Murakami            |
| Max Fercondini       | Dr. Ricardo Moreira           |
| Rodrigo Hilbert      | Felipe Fagundes Muniz         |
| Paloma Bernardi      | Mia Saldanha Ribeiro          |
| Mario José Paz       | José Carlos Garcia (Maradona) |
| Nelson Baskerville   | Leandro Machado               |
| Marcelo Valle        | Osmar Gurgel                  |
| Aparecida Petrowky   | Sandra Toledo (Sandrinha)     |
| Marcello Melo Jr.    | Benedito Sampaio (Benê)       |
| Lica Oliveira        | Edite Toledo                  |
| César Mello          | Ronaldo Toledo                |
| Laércio de Freitas   | Oswaldo Toledo                |
| Michel Gomes         | Paulo Toledo                  |
| Nanda Costa          | Soraia Vilela                 |
| Leonardo Miggiorin   | Flávio Vilela (Flavinho)      |
| Cecília Dassi        | Clarisse Trindade Rocha       |
| Priscila Sol         | Thelma Paixão (Paixão)        |
| Cris Nicolotti       | Regina Ferreira               |
| Sandra Barsotti      | Yolanda Vidigal               |
| Miwa Yanagizawa      | Tomie Murakami                |
| Patrícia Naves       | Sílvia Marcondes              |
| Cláudio Jaborandy    | Onofre Vilela                 |
| Cyria Coentro        | Matilde Vilela                |
| Lolita Rodrigues     | Noêmia Ribeiro                |
| Bruno Perillo        | Bernardo Gaudêncio            |
| Hugo Resende         | Marcelão                      |
| Carolina Chalita     | Suzana                        |
| Rafaela Fischer      | Raquel                        |
| Gabriela Fércia      | Vera                          |
| Roberta Almeida      | Nice                          |
| Luíza Valdetaro      | Glória                        |
| Ana Carolina Dias    | Carú                          |
| Thaíssa Carvalho     | Cida                          |
| Paulo Lessa          | Mário                         |
| Rafael Sieg          | Dr. Moretti Neto              |
| Lionel Fischer       | Dr. Moretti                   |
| Angela Barros        | Drª Celeste                   |
| Cristina Flores      | Enfª. Vitória                 |
| Sheila Matos         | Zilda                         |
| Márcia di Milla      | Dalva                         |
| Paschoal Villaboim   | Antonio                       |
| Klara Castanho       | Rafaela Vitória Vilela        |
| Caio Manhente        | Gabriel Vidigal Machado       |

### Participações especiais
| Intérprete         | Personagem      |
| ------------------ | --------------- |
| Jean Pierre Noher  | Jean-Marie      |
| Aline Fanju        | Myrna           |
| Caetano O'Maihlan  | Dr. Alexandre   |
| João Velho         | Dr. Lauro       |
| Juliana Paiva      | Diva            |
| Lígia Cortez       | Enfª. Inês      |
| Arieta Corrêa      | Enfª. Laura     |
| Débora Nascimento  | Roberta Santini |
| Leonardo Machado   | Leonardo Melo   |
| Elisa Lucinda      | Rita            |
| Cléo Ventura       | Margot          |
| Roberto Birindelli | Pepe            |
| Mel Fronckowiak    | Duda            |
| Elizabeth Gasper   | Telma           |
| Charles Myara      | Benê            |
| Karina Dohme       | Ísis            |
| Antônio Firmino    | André           |
| Babu Santana       | Coisa Ruim      |
| Anthero Montenegro | Philip          |
| Hélio Ribeiro      | Vicente         |
| Cristina Prochaska | Nina            |
| Agatha Moreira     | Modelo circense |
| Úrsula Corona      | Ivete           |
| Hylka Maria        | Chica           |
| Gustavo Trestini   | Marcelo Machado |
| Rogério Romera     | Lucas Costa     |
| Beto Nasci         | Afonso Santini  |
| Gisela Reimann     | Marta Melo      |
| Isabel Melo        | Lívia Melo      |
| Adriana De Broux   | Fernanda        |
| Lorenzo Martin     | Narcisinho      |
| Thianna Bialli     | Fanny           |
| Melissa Vettore    | Amélia          |
| Natasha Haydt      | Anna            |
| Léo Branchi        | Celso           |
| Gabz               | Helena (jovem)  |
| Ana Botafogo       | Ela mesma       |
| Luiza Brunet       | Ela mesma       |
| Mila Moreira       | Ela mesma       |
| Sarah Oliveira     | Ela mesma       |

## Produção

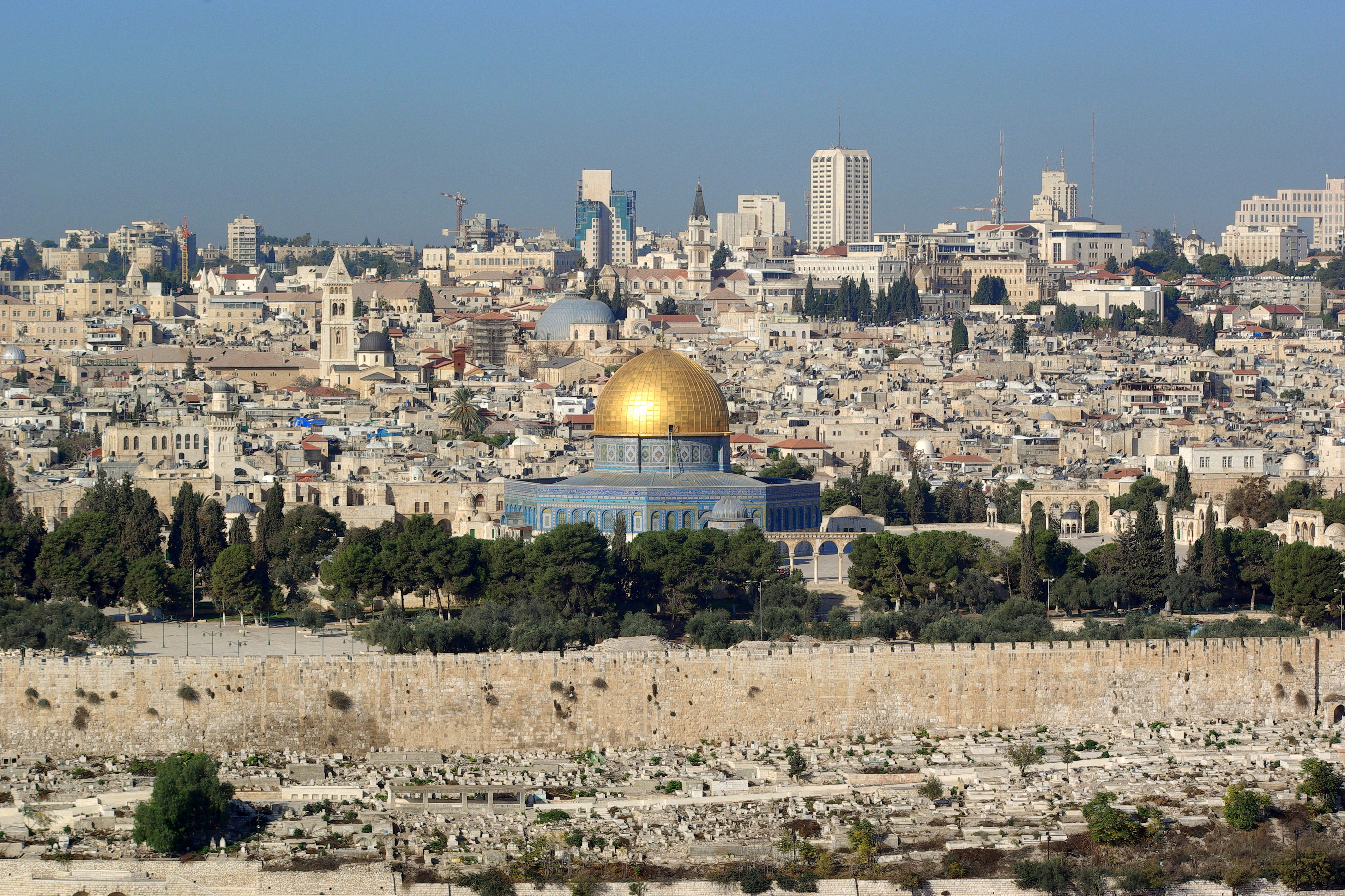
Jerusalém, onde as primeiras cenas da novela foram gravadas.

Manoel Carlos entregou a sinopse da trama no final de 2008, sendo aprovada em janeiro de 2009 para entrar na grade no segundo semestre. As primeiras gravações ocorreram em maio em Israel e na Jordânia, para onde Alinne Moraes, Taís Araújo, Thiago Lacerda, Rodrigo Hilbert, Débora Nascimento e Beto Nasci viajaram. Ao todo foram 46 dias de gravações internacionais. O longo período de gravação fora do país deu-se a dificuldade em produzir a cena em que a personagem Luciana sofria um acidente de ônibus no deserto da Jordânia, contando com uma equipe internacional e equipamento importado para registrar os momentos em diferentes ângulos, dentro e fora do veículo.
Foi a última telenovela de Lolita Rodrigues, que se aposentou da televisão logo depois, dedicando-se apenas ao teatro. Também foi a última telenovela de Cecília Dassi, que desistiu da carreira de atriz para se dedicar a psicologia. A abertura da novela foi feita com faixas multicoloridas percorrendo a tela, simbolizando o "percurso da vida". Depois de alguns capítulos, a abertura foi reformulada e, nessa segunda abertura, apareciam cenas da novela em "janelas" formadas pelas faixas. Depois disso, é formada a palavra "viver", e logo abaixo, em vermelho, aparece "a vida".
Em 2014 o ator estadunidense Matthew McConaughey revelou que era fã da novela e, por ser casado com a modelo brasileira Camila Alves, assistia a trama para melhorar seu aprendizado de língua portuguesa.

### Mudança de foco no enredo
Taís Araújo tornou-se a primeira protagonista negra em uma "novela das oito" da TV Globo e também a primeira "Helena negra" da filmografia do autor Manoel Carlos. Porém, após o primeiro mês de exibição, uma pesquisa de opinião encomendada pela emissora apontou uma grande rejeição ao papel de Taís, uma vez que o público atribuía à personagem o fato de Luciana (Alinne Moraes) ter se tornado tetraplégica. Manoel Carlos negou que a rejeição dava-se pela personagem ser negra, admitindo que havia errado na construção do perfil, que acabou criando antipatia por parte do público em vez de humanização e empatia, como ele havia planejado. Devido aos problemas, o triângulo amoroso entre Helena, Bruno (Thiago Lacerda) e Marcos (José Mayer) acabou perdendo força, enquanto o triângulo amoroso entre Luciana e os irmãos gêmeos Jorge e Miguel (Mateus Solano) passaram a ter mais centralidade na trama, fazendo com que o drama da personagem tetraplégica se tornasse a história principal.
Originalmente, Rafaela (Klara Castanho) seria uma antagonista com perfil psicótico, porém o Ministério Público vetou a história temendo que isso interferisse no desenvolvimento da criança, sendo que a personagem acabou se tornando apenas uma garota mimada e rebelde. A personagem Dora (Giovanna Antonelli) originalmente também seria uma vilã rival de Helena. Porém o autor não desenvolveu grandes vilanias para a personagem e nem ela ganhou o ódio do público, pelo contrário, ganhou aprovação.

### Escolha do elenco
Originalmente, Manoel Carlos desejava Fernanda Vasconcellos e Thiago Rodrigues novamente nos papéis centrais – ela como Luciana e ele como os irmãos gêmeos Jorge e Miguel – repetindo assim a parceria de Páginas da Vida, porém os dois já haviam sido reservados para Tempos Modernos, curiosamente também como par romântico. Alinne Moraes acabou sendo escalada para o papel de Luciana, retornando a parceria com o autor desde Mulheres Apaixonadas. Mateus Solano, que havia chamado a atenção do autor por seu desempenho no teatro e convidado por ele para protagonizar a minissérie Maysa: Quando Fala o Coração, foi convidado novamente para interpretar os gêmeos. José Wilker interpretaria Marcos, porém acabou sendo substituído sem explicações por José Mayer. O autor desejava ter Lázaro Ramos e Grazi Massafera no elenco em algum personagem, porém ambos já estavam escalados para outros trabalhos. Priscila Sol já havia sido reprovada nos testes para Páginas da Vida, Malhação e Sete Pecados antes de conquistar o papel de Paixão. A atriz também havia feito os testes para a personagem Mia, porém Paloma Bernardi acabou sendo escolhida.
Nikolas Antunes passou nos testes para interpretar Diogo, um rapaz mais jovem que viveria um romance com Tereza (Lília Cabral), porém o personagem acabou sendo cortado da sinopse e nunca entrou na trama, sendo substituído pelo personagem Jean-Marie Clinton, interpretado por Jean Pierre Noher. Larissa Queiroz, que interpretaria uma personagem chamada Gilda, também foi cortada antes mesmo de gravar qualquer cena. Já Débora Nascimento havia sido escalada originalmente para interpretar a modelo Roberta, outra rival da protagonista Helena (Taís Araújo), onde a atriz chegou a viajar para Jerusalém para gravar as primeiras cenas da personagem junto com os outros atores, porém a personagem acabou sendo cortada da trama sem explicações, ficando apenas como uma participação especial.

## Audiência

### Exibição original
Viver a Vida estreou com 43 pontos, representando um aumento de seis em comparação com a estreia da novela anterior, Caminho das Índias. A novela fechou a primeira semana de exibição com média de 37 pontos, o melhor início de uma novela do horário desde 2006, com Páginas da Vida, também de Manoel Carlos .
Durante sua exibição, porém, a trama teve uma audiência inconstante. Em 21 de outubro de 2009 chegou a marcar 35 pontos, menos que a "novela das sete" Caras e Bocas, que no mesmo dia teve 36.
Seu último capítulo marcou o recorde da telenovela ao alcançar uma média de 47 pontos com picos de 52 e 71% de participação.
Viver a Vida teve uma média geral de 36 pontos, dois a menos que Caminho das Índias, se tornando a "novela das oito" de menor audiência da história até então – posto que ficou para Passione meses depois, que acumulou 35. Na ocasião a Folha de S.Paulo notou que a queda gradativa de audiência desde Senhora do Destino, em 2005, não devia-se propriamente às histórias das novelas, mas sim à popularização da internet, que não só apresentava conteúdo mais relevante para os jovens no horário, como também permitia assistir os capítulos online em qualquer dia ou horário. Foi a telenovela recordista da história da TV Globo de renda atraída por publicidade, tanto inseridas no contexto da trama, quanto patrocinadores nos intervalos comerciais.

### Reprise no Viva
Em seus três primeiros capítulos, a novela acumulou uma média de 1,48 ponto no Painel Nacional Televisivo (PNT), alcançando a liderança entre as emissoras de televisão por assinatura, ultrapassando a sua antecessora e Páginas da Vida, que tiveram 1,47 ponto no mesmo período, se transformando no maior índice de uma estreia no canal pela década de 2020.

## Exibição

### Reprise
Foi reexibida na íntegra pelo Viva de 22 de julho de 2024 a 21 de março de 2025, substituindo América e sendo substituída por Celebridade, às 22h50, com reprises às 13h50 e maratona aos domingos a partir das 19h. Durante essa exibição, o capítulo 30, que estava previsto para ir ao ar em 24 de agosto de 2024, foi disponibilizado no aplicativo dos Canais Globo (como é de costume nas novelas exibidas no canal a postagem dos seis capítulos uma semana antes de ir ao ar) incompleto, sofrendo um corte brusco no terceiro bloco. Após a reclamação do público, o canal esclareceu que a mídia original do capítulo foi perdida.

### Outras mídias
Após a exibição no Viva, a trama foi disponibilizada pelo Globoplay em 9 de junho de 2025.

## Trilha Sonora

### Nacional 1
Capa: Taís Araújo como Helena
| N.º | Título                             | Música                                       | Personagem        | Duração |  |
| 1.  | "A Mulher Que Eu Amo"              | Roberto Carlos                               | Helena e Marcos   | 04:07   |  |
| 2.  | "Até o Fim"                        | Maria Bethânia                               | Ariane            | 02:38   |  |
| 3.  | "Mar e Sol"                        | Gal Costa                                    | Helena            | 05:29   |  |
| 4.  | "Sei Lá (A Vida Tem Sempre Razão)" | Tom Jobim & Miúcha Part. Esp.: Chico Buarque | Abertura          | 02:30   |  |
| 5.  | "Shimbalaiê"                       | Maria Gadú                                   | Dora              | 03:18   |  |
| 6.  | "Esconderijo"                      | Ana Cañas                                    | Sandrinha         | 04:47   |  |
| 7.  | "Migalhas"                         | Simone                                       | Renata            | 03:52   |  |
| 8.  | "Gostava Tanto de Você"            | Tânia Mara                                   | Teresa            | 03:19   |  |
| 9.  | "Deve Ser"                         | Jorge Vercillo                               | Bruno e Helena    | 04:14   |  |
| 10. | "Gospel"                           | Raul Seixas                                  | Miguel            | 02:17   |  |
| 11. | "Caminhos Cruzados"                | Milton Nascimento & Jobim Trio               | Betina            | 04:55   |  |
| 12. | "Sucedeu Assim"                    | Tom Jobim                                    | Marcos            | 02:30   |  |
| 13. | "Vem Pra Cá"                       | Papas da Língua                              | Ellen             | 04:05   |  |
| 14. | "Partido Alto"                     | Cássia Eller                                 | Sandrinha e Benê  | 03:03   |  |
| 15. | "Pra Ser Amor"                     | Ricky Vallen                                 | Flavinho e Soraia | 03:33   |  |
| 16. | "Faça Um Pedido"                   | Dalto                                        | Gustavo e Betina  | 03:19   |  |
| 17. | "Chica Chica Boom Chic"            | Bebel Gilberto & Carlinhos Brown             | Malu              | 03:01   |  |
| 18. | "Baby de Babylon"                  | Lulu Santos                                  | Isabel            | 03:28   |  |

### Nacional 2
Capa: Mateus Solano como Jorge e Miguel
| N.º | Título                       | Música            | Personagem        | Duração |  |
| 1.  | "Mais Alguém"                | Roberta Sá        |                   | 03:57   |  |
| 2.  | "O Último Pôr do Sol"        | Lenine            | Locação: "Búzios" | 03:49   |  |
| 3.  | "Vem Ver"                    | Tamy              | Dora              | 04:42   |  |
| 4.  | "The Man I Love"             | Caetano Veloso    | Helena e Marcos   | 04:06   |  |
| 5.  | "Presente-Passado"           | Isabella Taviani  | Renata e Miguel   | 04:01   |  |
| 6.  | "Somewhere Over The Rainbow" | Melody Gardot     |                   | 04:30   |  |
| 7.  | "I Go, I Go"                 | Léo Maia          | Isabel            | 04:13   |  |
| 8.  | "A Próxima Vez"              | Playmobille       | Clarisse          | 04:03   |  |
| 9.  | "Meu Pedaço de Saudade"      | Vanessa Falabella |                   | 03:30   |  |
| 10. | "Too Marvelous For Words"    | Diana Krall       |                   | 04:03   |  |
| 11. | "Makin' Whoopee"             | Louis Armstrong   |                   | 03:55   |  |
| 12. | "Fotografia"                 | Mariana de Moraes |                   | 04:44   |  |
| 13. | "Nova Ilusão"                | Joyce Moreno      | Edith e Ronaldo   | 02:33   |  |
| 14. | "Jogo Sujo"                  | Erasmo Carlos     | Leandro           | 03:58   |  |

### Internacional
Capa: Thiago Lacerda como Bruno
| N.º | Título                            | Música                    | Personagem              | Duração |  |
| 1.  | "Falling For You"                 | Colbie Caillat            | Luciana                 | 03:36   |  |
| 2.  | "22"                              | Lily Allen                |                         | 03:05   |  |
| 3.  | "I Wanna Know What Love Is"       | Mariah Carey              | Luciana, Jorge e Miguel | 03:36   |  |
| 4.  | "Hush Hush Hush Hush"             | Pussycat Dolls            | Festas                  | 04:11   |  |
| 5.  | "Did It Again"                    | Shakira                   |                         | 03:11   |  |
| 6.  | "Heroes & Saints"                 | Nikolaj Grandjean         | Bruno                   | 04:42   |  |
| 7.  | "Lost Inside Your Heart"          | Marina Elali e Jon Secada | Mia                     | 03:55   |  |
| 8.  | "I Look To You"                   | Whitney Houston           | Luciana e Miguel        | 04:25   |  |
| 9.  | "Head Over Heels"                 | Alain Clark               | Ellen e Ricardo         | 03:17   |  |
| 10. | "Do For Love"                     | Sabrina Starke            | Renata                  | 03:30   |  |
| 11. | "Let Go"                          | Mia Rose                  | Festas                  | 03:20   |  |
| 12. | "Tu Es Ma Came"                   | Carla Bruni               | Alice                   | 03:03   |  |
| 13. | "My Girl"                         | Tiago Iorc                | Jorge e Luciana         | 03:29   |  |
| 14. | "What The World Need Now Is Love" | Traincha                  | Helena                  | 03:58   |  |
| 15. | "La Llave de Mi Corazón"          | Juan Luis Guerra          | Locação: "Búzios"       | 03:16   |  |

### Lounge
Capa: Alinne Moraes como Luciana
| N.º | Título                       | Música                        | Personagem                | Duração |  |
| 1.  | "Dante's Prayer"             | Loreena McKennit              | Bruno e Helena            | 04:49   |  |
| 2.  | "Wish You Were Here"         | Bliss                         |                           | 06:22   |  |
| 3.  | "Uninvited"                  | Freemasons Feat. Bailey Tzuke | Locação: "Rio de Janeiro" | 03:16   |  |
| 4.  | "King of Rome"               | Pet Shop Boys                 |                           | 05:30   |  |
| 5.  | "How Many Loves"             | Naomi                         |                           | 03:44   |  |
| 6.  | "My Funny Valentine"         | Living Theater Feat. P. Melas | Dora e Marcos             | 06:18   |  |
| 7.  | "Message From The Universe"  | Yves Coignet                  | Sandra                    | 05:01   |  |
| 8.  | "Surround Me With Your Love" | 3-11 Porter                   | Marcos                    | 04:16   |  |
| 9.  | "Lover's House"              | City Reverb                   |                           | 04:54   |  |
| 10. | "A New Planisphere"          | Al-pha-x                      |                           | 06:06   |  |
| 11. | "Horizon"                    | Paul Schwartz                 |                           | 04:16   |  |
| 12. | "For You To See"             | Markus Enochson Feat. Masaya  | Alice                     | 05:56   |  |
| 13. | "Schwere Träume"             | Sarah Birmingham              |                           | 03:20   |  |
| 14. | "Pyramid"                    | Yves Coignet                  |                           | 04:11   |  |
| 15. | "Gymnopedies 1"              | Natasha Marsh                 |                           | 03:32   |  |
| 16. | "Lascia"                     | Paul Schwartz                 |                           | 03:43   |  |
| 17. | "Señorita Bonita"            | Tape Five                     | Luciana                   | 03:46   |  |

## Prêmios e indicações
Troféu Raça Negra (2009)
- Prêmio Especial - Manoel Carlos

Top Of Business (2010)
- Manoel Carlos
- Mateus Solano
- Aparecida Petrowky

Super Cap de Ouro
- Klara Castanho
- Adriana Birolli
- Aparecida Petrowky
- Paloma Bernardi
- Marcello Airoldi
- Priscila Sol
- Patrícia Naves

Prêmio TV Press (2009)
- Melhor Atriz - Lília Cabral
- Ator Revelação - Mateus Solano
- Atriz Revelação - Adriana Birolli

Melhores Do Ano - Domingão Do Faustão (2009):
- Melhor Atriz - Alinne Moraes
- Melhor Ator ou Atriz Mirim - Klara Castanho
- Melhor Atriz Revelação - Adriana Birolli
- Melhor Ator Revelação - Mateus Solano

Prêmio Contigo! de TV (2009)
- Melhor Atriz  - Alinne Moraes
- Melhor Ator - Mateus Solano
- Melhor Atriz Revelação - Adriana Birolli
- Melhor Ator/Atriz Mirim - Klara Castanho

Troféu Imprensa (2010):
- Revelação do Ano - Mateus Solano
- Melhor Atriz - Lília Cabral

Prêmio Melhores da Revista da TV - O Globo
- Melhor Atriz - Lília Cabral

3° Prêmio Quem Acontece (2009):
- Melhor Atriz - Lília Cabral

Prêmio Faz Diferença (2009)
- Revista da TV - Alinne Moraes

Prémio Tudo De Bom - Jornal O Dia (2010)
- Melhor Atriz - Alinne Moraes

Meus Prêmios Nick (2010)
- Ator Favorito - Mateus Solano

Prêmio UOL e PopTevê de Televisão (2009)
- Ator Revelação - Mateus Solano

Melhores e Piores - IG (2009)
- Melhor Atriz - Lília Cabral

Prêmio Cariocas do Ano (2010)
- Melhor Ator - Mateus Solano

  Arte Prêmio Qualidade Brasil (2010)
- Melhor Atriz - Alinne Moraes

Prêmio Minha Novela 
- Melhor Atriz - Alinne Moraes
- Melhor Atriz Infantil - Klara Castanho

Melhores do ano - site "MdeMulher" (Ed. Abril)
- Melhor Atriz - Alinne Moraes
- Melhor Ator - Mateus Solano

Prêmio Extra de Televisão (2010)
- Melhor Atriz Coadjuvante - Giovanna Antonelli
- Revelação do ano - Klara Castanho
- Melhor Tema de novela - Shimbalaiê (Maria Gadu)

4° Prêmio Quem Acontece (2010)
- Melhor Atriz - Alinne Moraes
- Melhor Ator Coadjuvante - Marcello Airoldi
- Melhor Atriz Revelação - Adriana Birolli

Prémio Emmy Internacional
- Melhor Atriz - Lília Cabral